# Шривиджая
Шривиджая (на индонезийски и на малайски: Sriwijaya) е морска държава в Индонезия, която налага контрола си над Малакския проток и Малайския архипелаг в периода 7 – 13 век.
Империята се заражда около град Палембанг на остров Суматра, като с течение на времето разширява влиянието си до Малакския проток. Властта ѝ се крепи на контрола върху международната морска търговия. Държавата установява търговски взаимоотношения не само със страните от Малайския архипелаг, но също и с Китай и Индия. Това е първото обединено кралство, което властва над по-голямата част от индонезийските острови..
Шривиджая е и голям религиозен център в региона. В империята се изповядва главно махаяна будизъм и скоро се превръща в място за поклонение на китайските будисти, тръгнали към Индия. Владетелите на Шривиджая дори построяват манастири в днешен Нагапатинам в югоизточната част на Индия.
Към 1000 г. империята контролира по-голямата част от остров Ява, но скоро започва да губи влиянието си в полза на тамилската държава Чола, която намира Шривиджая за препятствие по пътя между Южна и Източна Азия. През 1025 г. Палембанг е превзет от Чола, кралят е пленен, а империята е нападана от различни страни. Към края на 12 век Шривиджая вече е смалена до малко кралство, а доминиращата му роля в Суматра е изместена от кралството Малаю. Скоро след това яванското кралство Маджапахит започва да доминира индонезийската политическа сцена.